# Atriolum lilium
Atriolum lilium är en sjöpungsart som beskrevs av Kott 200. Atriolum lilium ingår i släktet Atriolum och familjen Diazonidae. Inga underarter finns listade.